# Sven Stolpe

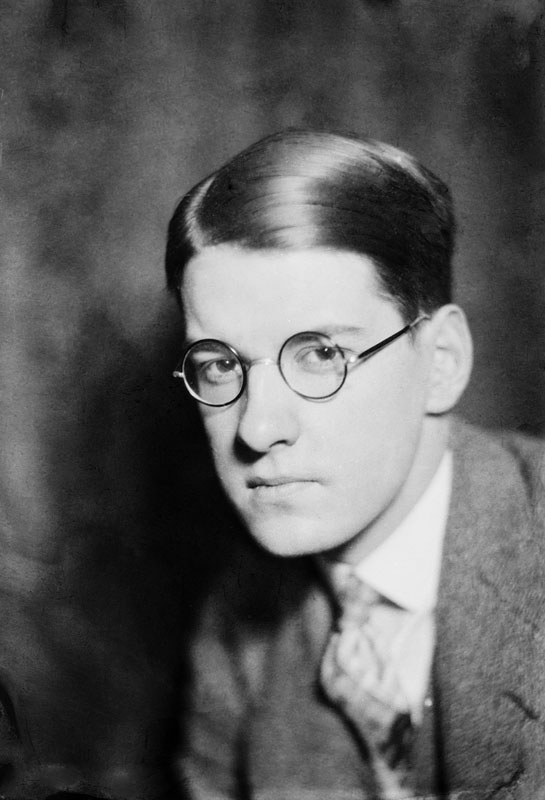
Sven Stolpe som ung, sent 1920-tal eller tidigt 1930-tal.

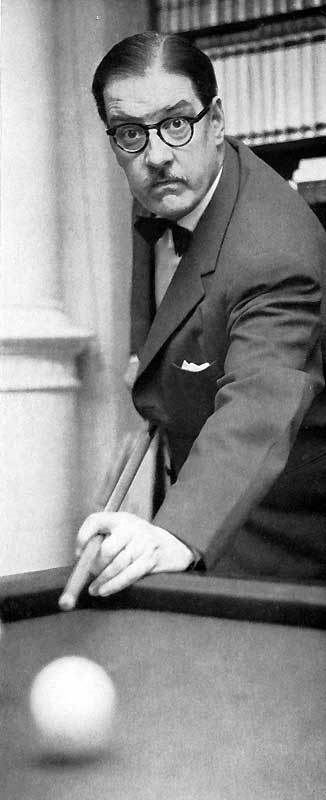
Sven Stolpe omkring 1960.

Sven Johan Stolpe, född 24 augusti 1905 i Stockholm, död 26 augusti 1996 i Filipstad, var en svensk professor, författare, översättare, journalist, litteraturforskare och litteraturkritiker.

## Karriär
Stolpe växte upp på Södermalm i Stockholm. Han debuterade som författare 1929 med essäsamlingen Två generationer. Efter att ha smittats av tuberkulos vistades Stolpe på sanatorium i Schweiz åren 1927–1928. Detta tillsammans med en allvarlig trafikolycka i vuxen ålder gjorde att Stolpe bara hade en halvt fungerande lunga. 1930 kom den uppmärksammade romanen I dödens väntrum, där Stolpe beskrev sina erfarenheter från sanatoriet. I dödens väntrum följdes av ytterligare romaner. Mellan 1931 och 1932 var Stolpe redaktör för tidskriften Fronten.
Från 1936 och ett tiotal år framåt var Sven Stolpe engagerad i Oxfordgrupprörelsen (senare Moralisk upprustning, MRA), en aktivistisk kristen rörelse, som åren närmast före andra världskriget spelade en betydande roll i svenskt kyrkligt liv. Oxfordrörelsen förde också inför konflikten med nazismen en "icke-politisk" personlig omvändelselinje, vilket 1940 ledde till en konflikt mellan Stolpe och antinazistiska aktivister som Eyvind Johnson.
Stolpe blev tidigt intresserad av katolicismen, vilket bland annat tog sig uttryck i hans essäsamling Den kristna falangen (1934–1936). År 1947 konverterade han till katolicismen. I samband med detta skrev han en bok om Jeanne d'Arc. Åren 1951–1960 var han medredaktör för den romersk-katolska tidskriften Credo.
En följd av Stolpes katolska orientering var också de biografier han skrev över drottning Kristina och den heliga Birgitta. Enligt en TV-intervju i Gäst hos Hagge 1977 ägnade Stolpe 9 år åt vardera person. Han disputerade 1959 på en avhandling om Kristina, Från stoicism till mystik. I arbetet med avhandlingen fick Stolpe tillträde till kyrkliga arkiv i Rom. Stolpes avhandling och biografi över drottningen upprörde historikern Curt Weibull som skrev en artikel med titeln Om drottning Christinas trosskifte och tronavsägelse som gick till hårt angrepp mot denne. Detta ledde till en omfattande polemik mellan Weibull och Stolpe. I stora drag handlade debatten om Weibulls ståndpunkt att Kristina var en starkt religiös person och att den katolska kyrkans källor om henne är tillförlitliga ställd mot Stolpes ståndpunkt att hennes abdikation föranleddes av ett starkt intresse för libertinismen vilken hon kunde närma sig som katolik.
Åren 1964–1972 arbetade han som läroverkslektor vid Mjölby statliga allmänna gymnasium och realskola. Han framträdde ofta som konservativ kulturkritiker i media; bland annat var han kritiker i Aftonbladet 1945–1961. Han var tidvis bosatt i Malexander i Östergötland, men också i Värmland, ett landskap han beskrev i boken Mitt Värmland.
1970 utkom han med boken Låt mig berätta, en samling humoristiska, och enligt egen uppgift självupplevda, minnen och anekdoter som kom att få två uppföljare: Låt mig berätta mer 1971 och Tål ni höra mer? 1976. På 1970-talet utgav Stolpe också memoarverk, och började på egen hand skriva en svensk litteraturhistoria i flera band. Där kunde han skriva om sina litterära hjältar, som Verner von Heidenstam och Selma Lagerlöf. Han ägnade också en volym åt August Strindberg, en författare han var betydligt mer negativ till. År 1980 publicerade han en kontroversiell studie över Olof Lagercrantz, en författarkollega Stolpe tyckte illa om och menade hade haft ett destruktivt inflytande på det svenska kulturlivet. Stolpe utlovade även liknande granskningar av Bertil Malmberg och Eyvind Johnson, som han ansåg hade utövat ett liknande skadligt inflytande, dessa förblev dock outgivna. Johnson och Stolpe var sedan gammalt konkurrenter och ideologiska motpoler och hade under 1930–1950-talen utväxlat en serie karikatyrer och polemiker; Stolpe uppträder exempelvis i Johnsons romaner Krilons resa (1942, under täcknamnet Dr Tollius) och Tidens gång (1955). (Även i Folke Fridells roman Greppet hårdnar hittar man ett kritiskt porträtt av Stolpe.)
Vid sidan av sitt eget författarskap var Stolpe också en flitig översättare; "Ett hundratal övers fr olika språk" summerade Litteraturlexikon (Natur & Kultur) redan 1974.
Stolpe fick professors namn 1993.
Han är begravd på Vadstena kyrkogård.

## Släktförhållanden
Stolpe var son till överkontrollanten Johan Stolpe (1878–1938) och Maria Schwartz (1879–1946). Han gifte sig 1931 med filosofie kandidat Karin von Euler-Chelpin (1907–2003), dotter till professor Hans von Euler-Chelpin och professor Astrid Cleve. Han var far till Benkt Stolpe (1933-2024), Monica Rennerfelt (1935–1996), Staffan Stolpe (född 1943) samt Lisette Schulman (1951-2015) (och därmed morfar till mediepersonligheterna Alex Schulman och Carl Schulman). Han var även bror till Barbro Stolpe, Birger och Herman Stolpe samt farbror till Jan Stolpe.

## Arkiv och bibliotek
Sven Stolpes arkiv i Uppsala universitetsbibliotek omfattar 9,5 hyllmeter och innehåller bland annat fler än 8000 brev.
Stolpe ägde en omfattande boksamling som på 1960-talet bestod av omkring 12 000 volymer. En del av detta bibliotek köptes år 2003 av dåvarande Institutionen för språk och kultur vid Linköpings universitet och donerades till Linköpings universitetsbibliotek. Samlingen omfattar främst fransk- och tyskspråkig skönlitteratur men även litteraturhistoriska böcker.

### Samlade upplagor och urval
- Svens Stolpes romaner:
  -  I dödens väntrum ([Ny utg.]). Uppsala: Lindblad. 1958. Libris 1890789
  -  Sakrament : en roman om kärlek ([Ny utg.]). Uppsala: Lindblad. 1959. Libris 2485417
  -  Lätt, snabb och öm ([Ny utg.]). Uppsala: Lindblad. 1960. Libris 1707039
  -  Spel i kulisser ([Ny utg.]). Uppsala: Lindblad. 1962. Libris 2443722
- Äventyr i Paris - och annorstädes : [essayer av Sven Stolpe 1934-1974] /förord: Sven Stolpe ; ill.: Yngve Svalander. Bra klassiker, 99-0109262-0. Höganäs: [Bra böcker]. 1984. Libris 471366

### Filmmanus
- 1942 – General von Döbeln
- 1943 – Kvinnor i fångenskap
- 1944 – En dag skall gry
- 1944 – Excellensen
- 1944 – Vi behöver varann
- 1945 – Brott och straff

### Översättningar (urval)
- 1929 – Julien Green: Adrienne (Adrienne Mesurat) (Natur & Kultur)
- 1930 – Ronald Fangen: Några unga människor (Bonnier)
- 1931 – Richard Eriksen: Erotik och livsåskådning (Natur & Kultur)
- 1932 – Ernst Robert Curtius: Den franska kulturen: en orientering (Die französische Kultur: eine Einführung) (Natur & Kultur)
- 1933 – Thomas Mann: Richard Wagner: ett tal (Leiden und Grösse Richard Wagners) (Bonnier)
- 1933 – Gunnar Larsen: I somras (I sommer) (Bonnier)
- 1935 – Johannes V. Jensen: Doktor Renaults frestelser (Dr. Renaults fristelser) (Bonnier)
- 1939 – Sam Shoemaker: Kyrkan kan rädda världen (The church can save the world) (översatt tillsammans med Karin Stolpe) (Wahlström & Widstrand)
- 1939 – Georges Duhamel: Salavins historia (Confession de minuit, Journal de Salavin, Le club des Lyonnais, Tel qu'en lui-même) (översatt tillsammans med Ingeborg Essén) (Bonnier)
- 1942 – Kate O'Brien: Örtagården (The land of spices) (Ljus)
- 1945 – Kaj Munk: Våren kommer så saktelig (Foraaret saa sagte kommer) (översatt tillsammans med Birger Stolpe) (Bonnier)
- 1947 – Georges Bernanos: Prästmans dagbok (Journal d'un curé de campagne) (Norlin)
- 1948 – Jules Verne: Den hemlighetsfulla ön (L'île mystérieuse) (Bonnier)
- 1957 – Blaise Pascal: Tankar (Forum)
- 1957 – Ralph Oppenhejm: Marianne Petits upplevelser (Det skulle så være) (översatt tillsammans med Monica Stolpe) (Lindblads)
- 1959 – Ivo Andrić: De fördömdas stad (Universitas)
- 1981 – Thomas Pröpper: Om lidandets mening i dagens värld (Katolska bokförlaget)

## Priser och utmärkelser
- Riddare av Suveräna Malteserorden (1973) av magistral nåd, kansler för Skandinaviska Associationen 1977–1981[15]
- Officer av Franska Hederslegionen
- 1938 – Sigtunastiftelsens författarstipendium (även 1952, 1967, 1973 och 1977)
- 1952 – Boklotteriets stipendiat
- 1960 – Boklotteriets stipendiat
- 1982 – Contras frihetspris
- 1989 – Lotten von Kræmers pris
- 1989 – Gun och Olof Engqvists stipendium